# Квартира на двох (книга)
«Квартира на двох» — сентиментальний роман з елементами драми та ромкому британської письменниці Бет О'Лірі, виданий у 2019 році. Книга британської має високі рейтинги — 4,1 на Goodreads та 4,5 на Amazon. Роман перекладено понад 30 мовами світу, за його мотивами у 2022 році вийшов серіал на Paramount+.

## Анотація
Спати в одному ліжку, але ніколи не бачитися? Цілком можливо, якщо ви винаймаєте квартиру з суворою умовою: двом сусідам можна перебувати в ній лише в різний час. Тіффі працює вдень, а Леон — вночі, тож проблем не мало б виникати. Та завдяки раптовій потребі в листуванні між ними зав'язується дружба, а згодом і дещо більше…
Чи можливо закохатися в того, кого ніколи не бачив, і довірити йому всі таємниці? І чи готові герої порушити через це всі правила?
Ця книжка змусить вас пригадати романтику живого листування, занурить в авантюрні пригоди та підкорить увагою до деталей.

## Історія написання
Бет О'Лірі написала «Квартиру на двох» на основі власній історії стосунків: її хлопець-лікар ходив на нічні чергування, тож іноді вони тижнями не бачили один одного. Одначе вона могла відстежувати його життя: скільки чашок кави залишилось на столі, що він їв і чи змінив місце закладки в книжці. Тоді Бет замислилася, чи можна дізнатися щось про когось, із ким ти жив разом, але ніколи не перетинався, змоделювавши таку ситуацію в романі.
Вона написала свій роман під час поїздки з Вінчестера на роботу в Лондон.

## Особливості
- Унікальний троп «одне ліжко»: У книзі двоє людей ділять одне ліжко, але майже ніколи не бачаться. Леон живе у квартирі вдень, а Тіффі ввечері. Чи стане це ліжко коли-небудь для них спільним?
- Історія двох життів на стикерах: знайомство через нотатки на стикерах — це інтрига та романтика, здатна внести дрібку чуттєвості та цікавості у буденне життя.
- Легко і ніжно — про серйозні речі: книга «Квартира на двох» розкриває важливі, і іноді важкі теми, такі як аб'юз, невідповідність реальності очікуванням від неї, почуття загубленості у світі та пошуки себе.
- Складні та живі персонажі: Ось вони, перед вами. Весела та енергійна Тіффі, яка має свої комплекси та слабкі місця. І «золотий хлопчик» Леон, з добрим серцем, але дуже важким та болючим минулим. Впродовж книги герої розвиваються, і спостерігати за цим всім дуже цікаво.
- Паралельні сюжетні лінії: Історія розповідається з двох перспектив, що дозволяє глибше зануритися у життя обох героїв. Другорядні персонажі також додають кольору й об'ємності сюжету, поступово зливаючись у єдину історію про співжиття, дружбу та кохання.[3]

## Нагороди
- «Квартира на двох» була номінована на Goodreads Choice Awards в категорії «Best Romance Book» у 2019 році.
- Книга потрапила до короткого списку Comedy Women in Print Prize у 2020 році.
- Дебютний роман письменниці, який приніс Бет О'Лірі всесвітню славу та зробив її однією з найвпізнаваніших авторок сучасної любовної прози.[4]